# هوهانس هینتالیان
هُوْهانِس هینتالیان (ارمنی: Հովհաննես Հինդլյան؛ ۱۸۶۶ – ۱۶ مارس ۱۹۵۵) یک آموزگار، علوم پرورشی، و نشر اهل ارمنستان بود.

## زندگی
هوهانس هینتالیان در سالِ ۱۸۶۶ میلادی در محله اسکودار شهر کنستانتینوپل که طرف آسیایی تنگه بسفر واقع شده است به دنیا آمد. وی در دبیرستان مشهور بربریان (Berberian Varjaran) حضور یافت و زیر نظر دبیر رتئوس بربریان (بعلاوه بانی و مدیر مدرسه) آموزش دید. بمحض کسب اعتبار در آن مدرسه، وی در نهایت در مدرسه ماکروهیان در محله بشیکتاش شروع به تدریس نمود و سرانجام مدیر همان مدرسه شد. وی سپس همزمان به تدریس و مدیریت مدارس Surp Haç Tbrevank، Tbrotsaser، آرامیان، دادیان و مرکزی وی به اروپا سفر نمود و. وی با معلمان و مربیان آموزشی مشهوری همچون یوهان هانریش پستالوزی و ماریا مونته سوری ملاقات نمود. وی هنگامی که به کنستانتینوپل بازگشت، «مدرسه جدید» (Nor Tbrots) را در محله Pangalti تأسیس نمود که در تاریخ ۱۵ اکتبر ۱۹۰۹ گشایش یافت. این مکان ابتدا مدرسه پسران بود اما دیرتر در سال ۱۹۲۵ دختران را نیز پذیرش نمود. این مدرسه سال ۱۹۸۸ بسته شد اما با همیاری دانش‌آموختگان مدرسه نو در سرتاسر جهان در شهر کایان، ارمنستان بازگشایی شد. وی یکی از اعضای مؤسس سازمان ورزشی ارمنیان، هومنتمن (Homenetmen) بود.
در سال ۱۹۴۹ به واسطه وخامت حالش در بیمارستان Yedikule Surp Pırgiç ارمنیان بستری شد. وی در تاریخ ۱۶ مارس ۱۹۵۰ در سن ۸۴ سالگی درگذشت.